# Bibliothèque du Patrimoine de Clermont Auvergne Métropole
Die Bibliothèque du Patrimoine de Clermont Auvergne Métropole ist eine öffentliche Bibliothek in Clermont-Ferrand (Frankreich). Das öffentliche Bibliothekswesen in Clermont-Ferrand ist vom kommunalen Status in den gemeinschaftlichen Status übergegangen. Die Sammlung ist Teil des Bibliothekssystems Clermont Auvergne Métropole. 

## Bibliotheksprofil
Diese Bibliothek für Kulturerbe und lokale Geschichte beherbergt spezielle Sammlungen: mehr als 3700 Laufmeter Manuskripte, Bücher, Zeitschriften, aber auch Gravuren, Karten und Pläne, Fotografien etc.
Die Bibliothek ist aufgrund ihrer alten, seltenen oder kostbaren Sammlungen klassifiziert und ist auch eine regionale Dokumentationsbibliothek, die in Zusammenarbeit mit der Bibliothèque nationale de France die Sammlung durch gesetzliche Hinterlegung und die Erhaltung der in der Auvergne gedruckten Bücher und Zeitschriften sicherstellt.
Die Bestände werden 2023 in eine neue Bibliothek der Clermont Auvergne Métropole verlegt.[veraltet]

## Digitalisierung
Eine digitale Bibliothek namens „Overnia“ bietet Online-Zugriff auf digitalisierte Sammlungen.